# Орлицата
Орлицата е резерват в Източна Стара планина. Намира се в землищата на град Котел и село Медвен на около 5 км разстояние от всяко от двете населени места. Резерватът е разположен в източния дял („Бели брегове“) на Котленската планина. Създаден е на 10 август 1984 г. със заповед на тогавашния Комитет за опазване на природната среда. Целта на превръщането на местността в резерват е да се опазят първични екосистеми от мизийски бук, местообитания на редки грабливи птици и уникален карстов комплекс. Така създаденият резеват включва в пределите си резерват „Бели бряг“ и природните забележителности „Орлица“ и „Медвенските извори“. Към резерват Овчарица е създадена и буферна зона, включваща горски масиви и пасища.

## Флора
На територията на резервата са установени 296 вида висши растения, седем от които с консервационно значение. Това са старо биле, мъжка папрат, тънколистна зайча сянка, жълт равнец, триниелистна самогризка, широколистна гъжва и гребенеста мъжка папрат. Освен първични първични широколистни гори от мизийски бук и габър в резервата са разпространени и горуновите насаждения, с участието на обикновен и келяв габър, както и смесените дъбови гори от цер и благун.
Заедно с намиращия се в близост поддържан резерват „Ардачлъка“ и природните забележителности „Злостен“ (358 ха), „Орлови пещери“ (5 ха) и „Урушки скали“ (10 ха), резерват „Орлицата“ е важен важен орнитологически обект, смятан и за едно от най-орнитологично значимите места в Източна Стара планина. На територията му се срещат египетски лешояд, орел змияр, малък креслив орел, тръстиков блатар, малък ястреб, пъстър калвач, белогръб кълвач и други. 18 от регистрираните 70 вида птици са включени в Червената книга на България. На цялата територия на Котленска планина са установени общо 176 вида птици, от които 50 са включени в Червената книга.
Останалите представители на фауната са типичните за Стара планина бозайници като европейски вълк, чакал, дива свиня, източноевропейски таралеж, лисица, дива котка, сърна, язовец. От земноводните и влечугите се срещат дъждовник, жълтокоремна бумка, смок мишкар, усойница, сухоземни костенурки и други.